# Toro de fuego
Le toro de fuego (de l'espagnol : taureau de feu) ou toro embolado ou  embolada est un spectacle pyrotechnique parodiant la corrida, présent dans de nombreux festejos taurinos populares (fêtes taurines populaires) espagnols. De tradition très ancienne, leur forme actuelle a été conçu et breveté par l'artificier français Pierre Marmajou dans ses ateliers à Dax en 1889,.

## Présentation

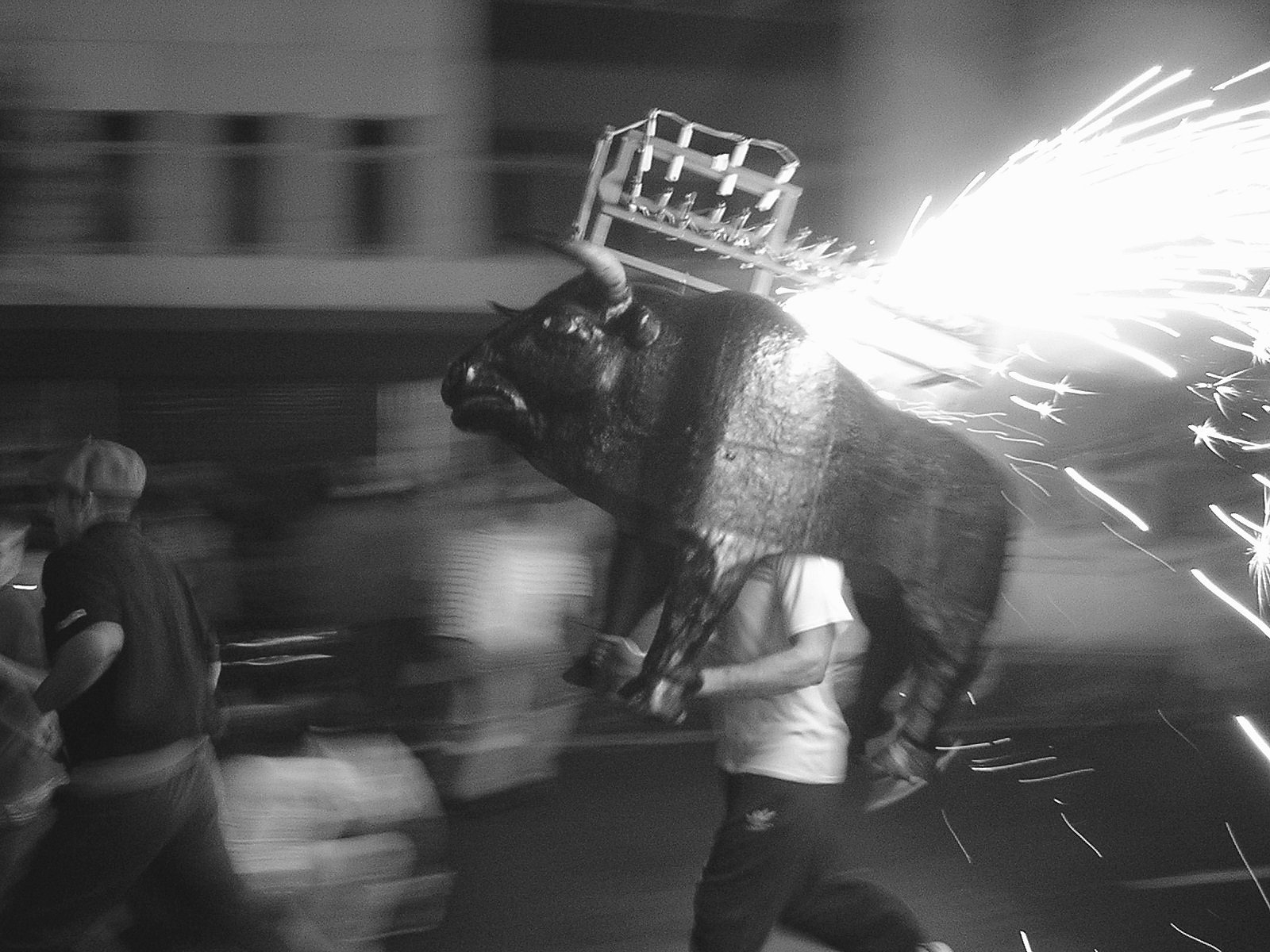
Toro de fuego

Le spectacle met en scène soit un taureau vivant, soit un homme qui le remplace.
Il s'agit à l'origine d'un taureau aux cornes duquel on attache des boules de produits inflammables, qu'on allume la nuit tombée. Le taureau, ainsi lâché pendant une heure dans les rues de la ville, doit être esquivé par les festivaliers.
Avant le début du spectacle, l'animal est attaché et solidement maîtrisé par toute une équipe pendant qu'on lui fixe sur les cornes un cadre de bois muni de deux aiguillons de fer portant des boules de chanvre imprégnées de brai, résine ou térébenthine. Ces dernières sont allumées et la corde coupée. Des feux d'artifice sont parfois ajoutés et partent dès le début de la course.
L'animal apeuré, est souvent brûlé et peut rester aveugle, s'il ne meurt pas forcément.
Au cours des dernières années, les défenseurs des droits des animaux ont réussi à faire abolir cette pratique dans certaines provinces espagnoles. Le taureau est de plus en plus souvent remplacé par un artificier de solide constitution, portant sur son dos un taureau de bois ou de papier mâché tenu par une armature métallique. Les fausses cornes portent le même système de boules inflammables et feu d'artifice. L'artificier court ainsi équipé au milieu de la foule, parodiant la corrida.

## Statistiques
On compte en moyenne un toro de fuego par festejo popular. Selon les données du ministère de l'intérieur pour 2003 concernant les festejos, il y en aurait 391 pour la communauté d'Andalousie, 1143 pour la communauté d'Aragon, 1552 pour la communauté de Castille-La Manche, 1986 pour la communauté de Castille-et-León, 54 pour la communauté de Catalogne, 613 pour la communauté d'Estrémadure. En totalité pour toute l'Espagne : 11 287.
Ce jeu existe également dans le sud de la France, notamment à Saint-Savin (Hautes-Pyrénées), Saint-Jean-de-Luz (Pyrénées-Atlantiques) et Luz-Saint-Sauveur (Hautes-Pyrénées), ainsi qu'à Crusnes (Meurthe-et-Moselle) et à Domagné (Ille-et-Vilaine).